# Ruslan Dmytrenko
Ruslan Dmytrenko (né le 22 mars 1986 à Kirove dans l'oblast de Kiev) est un athlète ukrainien, spécialiste de la marche.

## Biographie
Sa meilleure performance sur 20 km marche est de 1 h 21 min 21 s, obtenue à Soumy le 13 juin 2009. Son meilleur résultat est d'avoir été finaliste (7e) lors de Daegu 2011, alors qu'il n'avait terminé que 12e un an plus tôt à Barcelone et 33e à Berlin l'année précédente, position de 7e qu'il réédite en 2013 à Moscou. En Coupe du monde de marche, il ne vante que deux fois la 52e place à Tchéboksary en 2008 et à La Corogne en 2006, avant une victoire qu'il a décrit comme un « miracle » lors de la Coupe du monde 2014 à Taicang (il marche 2 min plus vite lors des derniers 10 km par rapport au début de l'épreuve). Il manque de peu le bronze lors des Championnats d'Europe 2014 à Zurich. Toujours la même année il remporte le Mémorial Mario-Albisetti à Lugano. Il termine 1er du Challenge mondial de marche en 2014. Il remporte le 20 km de la Coupe du monde de marche 2014 à Taicang. Il termine 9e du 20 km lors des Championnats du monde par équipes à Rome en 2016, en 1 h 20 min 33 s, son meilleur temps de la saison.

### Palmarès
| Date | Compétition           | Lieu           | Résultat | Épreuve      | Performance     |
| ---- | --------------------- | -------------- | -------- | ------------ | --------------- |
| 2010 | Championnats d'Europe | Barcelone      | 12e      | 20 km marche | 1 h 22 min 45 s |
| 2011 | Championnats du monde | Daegu          | 7e       | 20 km marche | 1 h 21 min 31 s |
| 2013 | Universiade           | Kazan          | 2e       | 20 km marche | 1 h 20 min 54 s |
| 2013 | Championnats du monde | Moscou         | 6e       | 20 km marche | 1 h 22 min 14 s |
| 2016 | Jeux olympiques       | Rio de Janeiro | 16e      | 20 km marche | 1 h 21 min 40 s |